# Somatidia posticalis
Somatidia posticalis är en skalbaggsart som beskrevs av Thomas Broun 1913. Somatidia posticalis ingår i släktet Somatidia och familjen långhorningar. Inga underarter finns listade i Catalogue of Life.